# H&K PSG1
H&K PSG1は、ドイツのH&K社が対テロ特殊部隊向けに同社のG3をベースに開発した、セミオートマチックの狙撃銃である。
なお、PSG1とはドイツ語で「Präzisionsschützengewehr 1」（1号精密狙撃銃）を意味する。

## 概要と特徴
1972年9月5日に発生した、ミュンヘンオリンピックに参加していたイスラエル選手がテロリストに襲撃された「ミュンヘンオリンピック事件」にて、西ドイツ当局が犯人の狙撃に失敗。その結果、人質が全員死亡という事態を招いてしまった。このような事態の再発を防ぐために、当局は高精度なオートマチック式狙撃用ライフルを求め、それに応える形でH&K社がPSG1を、ワルサー社がWA2000を開発し、最終的にH&K社のPSG1が採用された。
PSG1は、ローラー遅延式ブローバック方式を採用したH＆K G3バトルライフルをベースに設計されている。ガスポートを持たないローラー遅延式ブローバック方式のG3をベースにすることで銃身のフリーフロート化が容易であったため、高い命中精度の狙撃銃を比較的短期間で開発することができた。フリーフロート化された銃身はベースのG3に対してヘビーバレル化されており、ライフリングはポリゴナルライフリングである。その射撃精度はマッチ弾薬で1MOA以内であり、このレベルの精度は最新のボルトアクションスナイパーライフルと比較すれば平均的だが、それでも半自動小銃としては例外的であり、かつては「世界で最も正確な半自動スナイパーライフルの1つ」といわれていた。
G3ライフルのレシーバー両側面にはチャネルが成形され、ここは内面で後退・前進するロッキングローラーを支え、外面ではスライドストックを収納するためのものであったが、本銃ではチャネル上にバーが溶接された強化レシーバーを備えている。ほかにも、警察狙撃ユニットの必要性を満たすために様々なアップグレードが施されている。発射中にボルトをバレルに保持する2つのスライド式ロッキングローラーは、通常のG3ライフルのように円筒形ではなく半円筒形となっており、ロッキングリセスの対応する平らな面により正確な位置でロックされるようになっている。 また、M16アサルトライフル同様のボルト閉鎖機構（ボルトフォワードアシスト）を備えており、より静かにボルトを閉鎖させることができる。これは、ベースであるG3がその構造上、ボルトを閉鎖させるのにボルトハンドルを勢いよく前進させる必要があり、その際にその騒々しい音により容易に自身の居場所を発見される可能性があるため、自身の居場所を悟られるのが致命的な狙撃手には静かにボルトを閉鎖させるのは必須の機構である。
PSG1にはアイアンサイトは付属しておらず、Hensoldt ZF6×42PSG1スコープが標準装備されている。スコープには、100〜600mの範囲で調整可能な弾丸落下補正範囲調整機能が組み込まれている。取り外しは可能だが、スコープマウントが専用設計のため他のスコープへの交換は容易ではない。
専用のストックはマットブラックのプラスチック製で、後端のパッドの部分を回転させることにより長さの調節が可能で、チークピースも高さの調整が可能である。これらの調整機能付きストックは現代では珍しくないものであるが、1970年代当時としては先進的であった。フォアエンドには、スリングスイベルまたは三脚用のTウェイレールが取り付けられている。
トリガーユニットは取り外し可能で各種調整可能であり、トリガープルやトリガーストロークを変更することができる。2段階のスプリングがトリガー及びハンマー部分に内蔵されており、1段回目のスプリングの力によりハンマーが一定位置まで移動すると2段階目の強力なスプリングが開放されハンマーを加速し撃針を叩くという構造になっている。射手は1段階目の軽いスプリングの力のみでトリガーを引くことが出来るため、スムーズで軽いトリガープルと撃発の信頼性を両立している。アセンブリ全体がピストルグリップから取り外し可能で、ピストルグリップは上下方向に調整可能なパームレストを備えたターゲットスタイルである。
なお、銃身、ボルト、レシーバー、トリガーグループに至るまで全て専用設計となっているPSG1は、G3の中でも精度の良い個体を手作業で調整して仕上げるG3 SG/1とは異なり、G3系とは完全に別の専用のラインで製造されていた。
2006年には改良型としてPSGA1が発表されており、スコープがシュミット・アンド・ベンダー製に変更。併せてマウントも汎用のものとなり交換が容易となったほか、コッキング時にスコープに干渉しないようにチャージングハンドルの角度がやや変更されている。

## 採用状況
現在、ドイツのGSG-9、イギリスのSAS、韓国のKNP-SWATなどの、各国の特殊部隊・特殊警察部隊に配備されている。また、日本警察の特殊部隊（SAT）などに配備されているともいわれている。
日本国内では少数ながら狩猟用途で所持許可されている個体もある。
値段は7,000ドルと高額なため、配備される部隊は限られているのが現状である。さらに、構造が複雑で繊細なため、整備に手間がかかり、有効射距離が比較的短いことなどから、一部を除くとほとんど使用されていないともいわれている。
トルコではMKE社がTUFAN-80として、パキスタンでもPOFがPSR-90としてライセンス生産している。

## その他のG3タイプの狙撃銃

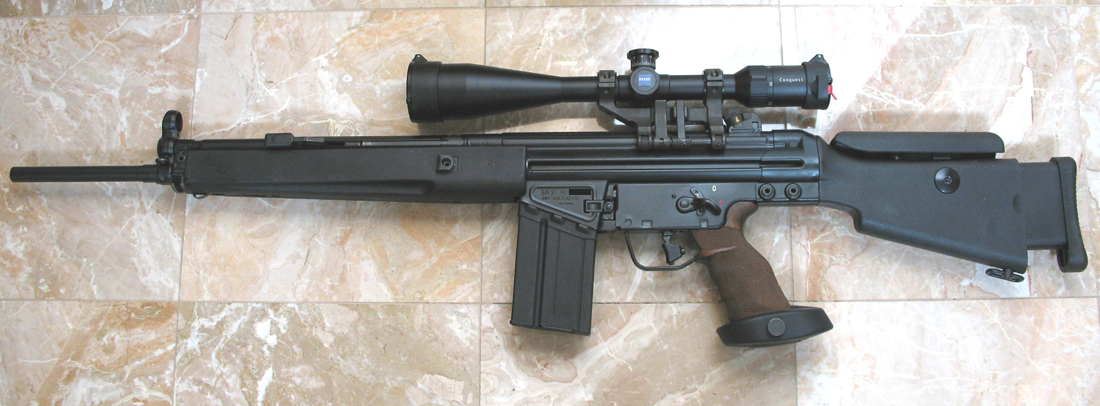
SR9T

T12
トルコのMKE社が独自に開発したもの。HK33のバレルを延長し、リアサイトを取り外し、PSG1のストックとピカティニー・レールのハンドガードを装備したモデル。
MSG3
G3タイプの狙撃銃のなかで一番G3に近い。MSG90タイプの少し短いストックを装備し、リアサイトの位置がG3より少し前にある。
MSG90
PSG1の軍用廉価版。
MSG90 SDN
メキシコのSEDENA社がMSG90の銃床の顔当てとハンドガードを木製にしたもの。
モレロス・ビセンテナリオ
メキシコのDGIM社製。M16風のボルトフォアードアシストを採用したモデル。
SR9
サムホールストックを装備したHK91。
SR9(T)

SR9にPSG1タイプのトリガーとピストルグリップ、MSG90タイプのストックを装備したモデル。
SR9(TC)
SR9にPSG1タイプのトリガーとピストルグリップ、ストックを装備したモデル（映画『山猫は眠らない』によく似たモデルが登場）。
HSG1
ルクセンブルクのLUXDEFTECがPSG1にオリジナルパーツをつけたもの。
PSR90
POF社が独自に開発したフロントサイトなしのG3SG/1にPSG1のストックを組み合わせたもの。
MSG 91
アメリカ合衆国のPTR-91 Inc.社が製造するG3タイプの狙撃銃。光学機器搭載用のレールがあるためかリアサイトが小さく、ハンドガードはオリジナルで、マグプル社のPRS2ストックを装備している。

## 諸元
スコープ
Hensold製6倍x42（光学発光装置付属）・シュミット&ベンダー製1.5-6倍光学式

## 使用国・組織
| 国             | 組織名称                                                     | モデル      |
| -------------- | ------------------------------------------------------------ | ----------- |
| アルバニア     | 特殊部隊                                                     |             |
| イギリス       | イギリス陸軍SAS                                              | PSG1        |
| ドイツ         | ドイツ連邦警察局国境警備隊第9部隊                            | PSG1        |
| ドイツ         | ドイツ地方警察特別出動コマンド                               | PSG1        |
| イタリア       | イタリア国家治安警察隊特殊介入部隊                           | PSG1        |
| イタリア       | 内務省治安作戦中央部隊                                       | PSG1        |
| インド         | 国家保安警備隊「NSG」                                        | -           |
| ルクセンブルク | ルクセンブルク大公警察特殊部隊「USP」                        | PSG1        |
| マレーシア     | マレーシア空軍テロ対策特殊部隊「PASKAU」                     | PSG1A1      |
| マレーシア     | マレーシア警察テロ対策特殊作戦部隊「PGK」                    | PSG1        |
| オランダ       | オランダ警察特殊介入部隊「Korps landelijke politiediensten」 | PSG1        |
| パキスタン     | パキスタン特殊作戦軍「SSG」                                  | PSR90       |
| スペイン       | スペイン警察特殊部隊「GEO」                                  |             |
| 韓国           | 大韓民国海軍特殊戦旅団                                       | MSG90・PSG1 |
| アメリカ合衆国 | アメリカ連邦捜査局人質救出部隊「HRT」                        | PSG1        |
| アルゼンチン   |                                                              |             |
| イラン         |                                                              |             |
| ウルグアイ     |                                                              |             |
| 中華民国       |                                                              |             |
| エジプト       |                                                              |             |
| シンガポール   |                                                              |             |
| セルビア       |                                                              |             |
| タイ           |                                                              |             |
| 日本           | 日本警察特殊部隊「SAT」                                      |             |
| フィリピン     | フィリピン国家警察                                           |             |
| ブラジル       | ブラジル陸軍                                                 |             |
| ベネズエラ     |                                                              |             |
| ポーランド     | 緊急対応作戦グループ「GROM」                                 |             |
| ラトビア       |                                                              |             |
| リトアニア     |                                                              |             |
| ルーマニア     |                                                              |             |

## 登場作品

### 映画・テレビドラマ
『4夜連続ドラマ O-PARTS〜オーパーツ〜』
『MI-5 英国機密諜報部』
『S -最後の警官-』
元特殊作戦群で警察庁特殊部隊「NPS」の狙撃手である林イルマが使用する。
『SP 野望篇』
井上を狙撃しようとする木内が使用。
『確証〜警視庁捜査3課』
第6話にて、立て籠もり事件の対応に出動したSAT狙撃班が、SAT突入班の進路上にいる犬を追い払うために使用する。
『シュリ』
キム・ユンジンが演じる北朝鮮第8特殊部隊の凄腕狙撃手の李芳姫が、核物理学者・国防科学研究所所長・KCIA（本編では"国家安全企画部"と表記）構成員・原子力潜水艦開発責任者・警察官を狙撃する際に使用（本当はH&K MSG90を使う予定だったが変更された）。
『バッドボーイズ 2バッド』
KKK襲撃時にTNT隊員が使用。
『山猫は眠らない』
リチャード・ミラーがPSG1風のプロップガンを使用する。ベースモデルについては諸説あるが、市販製品ではSR9TCが最も外観が似ている。
『リーサル・ウェポン』
主人公のマーティン・リッグス刑事が、エアアメリカを母体とする麻薬組織によって誘拐された相棒ロジャーの娘であるリアンヌを救出する作戦において使用する。リッグスはベトナム戦争時代に1,000メートル以上の長距離狙撃を成功させている設定。
『リモート』
第7話にて、ボブ加藤が使用する。

### アニメ・漫画
『BUGS -捕食者たちの夏-』
特殊作戦群狙撃手の大山1等陸曹が使用。当初は対人狙撃銃を使用していたが、途中からPSG-1に変更している。
『MADLAX』
リメルダが使用。
『MURCIELAGO -ムルシエラゴ-』
朽葉玲子の愛銃。
『青の祓魔師』
『機動警察パトレイバー2 the Movie』
警視庁機動隊の狙撃隊員が、飛行船を狙撃するために使用する。
『キューティクル探偵因幡』
OPに登場。
『キルミーベイベー』
『シティーハンター』『エンジェル・ハート』
『シティーハンター』では97年スペシャルにてプロフェッサーこと武藤武明をはじめとする人物が、『エンジェル・ハート』においてはシャンインなど多くの人物が狙撃に使用。
『そらのおとしもの』
漫画版6話の町ぐるみで行われたサバイバルゲームにて、守形英四郎と五月田根美香子がコルク弾を装填したものを使用。互いに同じ弾道で狙撃し合い、弾を相殺させている。
『チェイサー朱理』
20発弾倉を装着。
『ブラック・ジョーク』
『べるぜバブ』
『マイアミ☆ガンズ』
アニメ版で稲葉コースケが所持してる場面が何度かある。
『名探偵コナン』
黒ずくめの組織のキャンティが使用する。
『学園黙示録 HIGHSCHOOL OF THE DEAD』
SATの南 リカが使用する。

### ゲーム
『Delta Force: Land Warrior』（NovaLogic）
狙撃銃として使用可能（サプレッサー付き）。
『FRONT MISSION』
ヴァンツァーの武器として「PSG5」という架空モデルが登場する。
『L.A.P.D of FIRE』
警察の狙撃班がビルの屋上で使用する。主人公は使用不可。
『Paperman』
実銃が高額という設定を反映しており、現在ゲーム内で2番目に高額な銃となっている。
『THE スナイパー2』
物語を通して主人公が使用する。
『TrueCombat:Elite』
Specopsチームで使用可能。
『WarRock』
偵察兵用武器。がらっチャ！で景品になる時に購入可能。また、ゲームオリジナルの「PSG_1_Red」「PSG_1_Gold」がある。
『X operations』
ゲーム内唯一の狙撃銃として登場。
『カラフルアクアリウム』
カペラが使用。
『グランド・セフト・オートシリーズ』
『GTA:VC』
「.308 Sniper」の名称でレーザーサイト付きのものが登場する。サプレッサーも付いているが消音効果はない。
『GTA:LCS』
「レーザーサイト付きスナイパーライフル」の名称でレーザーサイト付きのものが登場する。
『GTAIV』『GTAIV:TLAD』『GTAIV:TBoGT』
「軍用スナイパーライフル」の名称で登場する。警察の狙撃部隊が使用する。

『クロスファイア』
期間限定のイベントで抽選で貰えた狙撃銃。
『ゴーストリコン アドバンスウォーファイター』
『ゴーストリコン アドバンスウォーファイター2』

『コール オブ デューティシリーズ』
『CoD:BO』
マルチプレイ、キャンペーンともに登場。しかし、ゲームの設定年代が1960年代なので本来は存在しない。
マルチプレイでは、他の狙撃銃をすべて購入すると購入できるようになる。
『CoD:MWII』
「LM-S」の名称で、マークスマンライフルとして登場。
『スペシャルフォース』
狙撃銃として初期に購入可能。また、ゲームオリジナルの「GOLD_PSG1」などもある。
『バイオハザードシリーズ』
『バイオハザード5』
『バイオハザード リベレーションズ』
上記作品に劇中やプレイヤーが使用可能な銃器として登場。共通してスナイパーライフルの中では威力が低めだが、ブレが少なく連射性に優れるという位置付けの性能。

『メタルギアシリーズ』
『MGS』
『MGS2』
上記作品に登場。『MGS』では、FOXHOUND隊員のスナイパー・ウルフが使用『MGS2』では麻酔弾仕様のPSG1-Tも存在する（『MGS3』以降の麻酔狙撃銃はモシン・ナガンに取って替わられる）。
両作品とも、ストーリー進行上必要になる。

『リトルバスターズ!』
沙耶が使用。
『レインボーシックスシリーズ』
『ブラックアロー』
『ベガス』
『ベガス2』
上記作品に登場。

『ドールズフロントライン』
星4戦術人形として、「PSG1」という名前で登場。
『ブルーアーカイブ』
ゲヘナ学園に所属する星3キャラクター、陸八魔アルと黒舘ハルナが独自のカスタムを施した物を使用。